# 대한민국-아일랜드 관계
대한민국과 아일랜드는 1983년에 수교하였다. 아일랜드 출신 영국군과 미군이 한국 전쟁 당시에 한국을 지원하기도 하였다. 대한민국은 1987년에 대사관을, 아일랜드는 1989년에 대사관을 개설하였다. 북한과 아일랜드는 비교적 늦게 2003년에 수교에 합의하였다. 2005년에는 아일랜드 대통령이 수교 이후 제주도를 방문하였으며, 노무현 대통령과 정상회담을 가졌다.

## 관계 발전
- 1983년 외교관계 수립

## 같이 보기
- 공동여행구역
- 아일랜드의 재외공관 목록